# Aeolochroma caledonica
Aeolochroma caledonica là một loài bướm đêm trong họ Geometridae.